# HD 88133 b
HD 88133 b ist ein Exoplanet, der den Unterriesen HD 88133 alle 3,416 Tage umkreist.
Er wurde von Debra Fischer et al. im Jahr 2004 mit Hilfe der Radialgeschwindigkeitsmethode entdeckt. Die große Halbachse der Umlaufbahn des Exoplaneten misst ca. 0,05 Astronomischen Einheiten, ihre Exzentrizität beträgt 0,13. Das Objekt hat eine Mindestmasse von ca. 0,29 Jupitermassen (rund 95 Erdmassen).